# 449 هـ
449 هـ هي سنة في التقويم الهجري امتدت مقابلةً في التقويم الميلادي بين سنتي 1057 و1058.

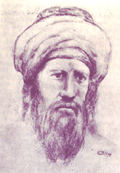
أبو العلاء المعري

## مواليد
- الحافظ ابن عساكر

## وفيات
- أبو الصلاح الحلبي
- أبو الفتح الكراجكي
- أبو عثمان الصابوني
- أبو نور بن أبي قرة اليفرني
- ابن بطال
- باديس بن أبي نور اليفرني
- أبو العلاء المعري

- الحافظ ابن عساكر
- الأنبردواني